# Otto Schäfer (Physiker)
Otto Schäfer (* 1. September 1909 in Offenbach am Main; † 8. Dezember 2000 in Aachen) war ein deutscher Physiker, Regelungstechniker und Hochschullehrer.

## Leben
Otto Schäfer, der Sohn des Joseph Schäfer und dessen Ehefrau Maria geborene Simon, legte 1928 am humanistischen Hessischen Gymnasium in seiner Geburtsstadt Offenbach am Main das Abitur ab. Im Anschluss wandte er sich dem Studium der Physik an der Johann Wolfgang Goethe-Universität Frankfurt am Main zu, das er 1933 mit der Promotion zum Dr. phil. nat. abschloss.
Otto Schäfer trat in der Folge eine Stelle als Wissenschaftlicher Assistent am dortigen Institut für Angewandte Physik an, 1938 habilitierte er sich als Privatdozent für Angewandte Physik, 1947 wurde er zum außerplanmäßigen Professor befördert.
Im Laufe seiner Forschungstätigkeit spezialisierte sich Otto Schäfer auf das Gebiet der Regelungstechnik, und bereits im Wintersemester 1948/49 hielt er eine gut frequentierte Vorlesung über die Grundlagen der Regelungstechnik an der Universität Frankfurt/Main. In den folgenden Jahren verstärkte er seine Aktivitäten auf dem Gebiet der Regelungstechnik.
1956 beteiligte er sich aktiv an einer Tagung in Heidelberg zum Thema „Regelungstechnik – Moderne Theorien und ihre Verwendbarkeit“. Ihm oblag die Verantwortung für den Teil „Statistische Methoden“, und er brachte hierfür einen eigenen Beitrag „Anwendung der statistischen Betrachtungsweise bei der Untersuchung von Übertragungssystemen“ ein, mit dem er zugleich verdeutlichte, dass dieses Spezialgebiet seine und die Aufmerksamkeit der Fachwelt verdient.
Schäfer folgte im Herbst 1957 einem Ruf auf die ordentliche Professur der Regelungstechnik sowie die Leitung des neu geschaffenen Instituts für Regelungstechnik (IRT) an die Fakultät für Maschinenwesen und Elektrotechnik der Rheinisch-Westfälischen Technischen Hochschule Aachen (RWTH). Im Jahre 1961 wurde die Fakultät für Maschinenwesen und Elektrotechnik geteilt, und Schäfer entschied sich für die neue Fakultät für Maschinenwesen und damit für die Nähe zu den Anwendern der Regelungstechnik.
In den folgenden Jahren entwickelte sich die Regelungstechnik zu einem Pflichtfach für eine stetig wachsende Zahl von Studiengängen des Maschinenbaus und der Elektrotechnik. Schäfer widmete sich mit besonderer Hingabe der Lehre und der Ausbildung des wissenschaftlichen Nachwuchses. Innerhalb der 20 Jahre seiner Professur gingen mehr als 7.000 Diplomingenieure des Maschinenbaus und der Elektrotechnik durch seine Vorlesungen und Prüfungen.
Schäfer, der sich insbesondere Verdienste um die Entwicklung der Regelungstechnik von einer Spezialdisziplin zu einem der methodenorientierten Kernfächer der Elektrotechnik und des Maschinenbaus erwarb, wurde 1977 emeritiert. In seiner Nachfolge übernahm Heinrich Rake unmittelbar danach die Leitung des Instituts, nachdem dieser hier bereits 1971 zum wissenschaftlichen Rat und Professor für Systemtheorie ernannt wurde.
Schäfer verfügte über hohes Ansehen in der Fachwelt und über zahlreiche weltweite Kontakte. Letztere gingen auch auf die ersten Institutsgründungen für Regelungstechnik im deutschsprachigen Raum zurück: 1955 an der TH Dresden durch Heinrich Kindler (1909–1985), im Jahre 1957 nahezu gleichzeitig an der TH Darmstadt durch Winfried Oppelt (1912–1999) sowie an der RWTH Aachen durch Otto Schäfer. Diese Reihe hat sich dann in rascher Folge an anderen Technischen Hochschulen fortgesetzt. Damit wurde zugleich eine Forderung von Hermann Schmidt erfüllt, die er zusammen mit dem von ihm geleiteten VDI-Fachausschuss für Regelungstechnik in der „Denkschrift zur Gründung eines Institutes für Regelungstechnik“ bereits 1941 erhoben hatte, die aber zunächst nur seine Berufung auf den ersten Lehrstuhl für Regelungstechnik in Deutschland an der TH Berlin-Charlottenburg zum Oktober 1944 bewirkte – die erste Institutsgründung blieb dagegen offen.
Otto Schäfer verstarb im Dezember 2000 im Alter von 91 Jahren in Aachen.

## Publikationen (Auswahl)
- Über Trägerfrequenz-Differentialschaltungen für lichtelektrische Empfänger. Habilitationsschrift. J. A. Barth, Leipzig 1938.
- Grundlagen der selbsttätigen Regelung.  Technischer Verlag Heinz Resch, Gräfelfing 1953, 7. Auflage 1974.
- Mit Udo Ossendoth: Das Regelverhalten schaltender Regler mit Rückführung – Abschlussbericht zum Forschungsvorhaben Nr. 6676 Lineare Näherungen für schaltende Regler mit Rückführung. Westdeutscher Verlag, Opladen 1979, ISBN 3-531-02829-4.
- Mit Heinz Bültges: Regelungen mit schaltenden Reglern bei stochastischen Störungen. Westdeutscher Verlag, Opladen 1981,  ISBN 3-531-03034-5.